# کریسدا (قمر)
کریسدا (یونانی: Χρησίδα) نام یکی از ماه‌های داخلی اورانوس است که توسط تصاویر وویجر ۲ در ۹ ژانویه ۱۹۸۶ کشف شد. در ابتدا نام S/1986 U 3 برای آن انتخاب شد اما بعدتر بر اساس شخصیت کریسدا در نمایشنامه تروئیلوس و کریسدا‌ از شکسپیر این نام برایش انتخاب گشت.